# アンワールの戦い
アンワールの戦い（Desastre de Annual）は、第3次リーフ戦争において行われた戦いで、スペイン王国がベルベル人の部族国家リーフ共和国に大敗を喫した。
アンワールの厄災と呼ばれるこの敗北は、近代後期から衰退の続くスペインの威信を大きく低下させ、後のスペイン内戦へと繋がる国内紛争を生んだ。また植民地支配の方針を変更する事も余儀なくされ、既に大部分を失いつつあった植民地の最終的な喪失へと繋がった。

## 背景
かつては植民地大国として大きな繁栄を得ていたスペイン帝国であったが、既に19世紀から徐々に衰退しつつあり、20世紀初頭には工業・経済・技術・植民地など様々な面で欧州六大国（イギリス・ドイツ・フランス・イタリア・オーストリア＝ハンガリー・ロシア）からの差をスペインは付けられていた。また地方対立の激しいイベリア半島では各地方の民族運動が激しさを増し、スペイン国民の結束も揺るぎ始めていた。こうした中、強権的な君主として知られたアルフォンソ13世の元、国威発揚を目指した対外進出が図られた。
アルフォンソ13世は目と鼻の先にある北アフリカのスペイン領モロッコ地方の支配強化をその第一歩に定め、反乱を続けていたベルベル人部族のリーフ人への攻撃を開始した。

## 戦況

戦場の地図

### 進軍と敗北
1921年前半、スペイン軍は以前の戦いで占拠した沿岸部の拠点からモロッコ北東部に攻撃を始めた。司令官マヌエル・フェルナンデス・シルベストロは物資・食料の補給線を十分に考慮せず、また占領地の十分な確保を行わずに進軍を開始した。
程なくアンワール近辺に進出した2万人を超すスペイン陸軍はリーフ族の民兵隊に包囲され、補給物資は5日間で枯渇した。続いて行われた族長アブド・アルカリーム率いる民兵隊の総攻撃の中、シルベストロ将軍が失踪した事で混乱は頂点に達した。スペイン軍はモロッコ保護領時代から蓄えられた兵力による数的優位に関わらずベルベル兵に打ち破られ、軍は士気崩壊に陥って敗走を開始した。

### リーフ軍の追撃
追い散らされたスペイン兵の内、幸運な者はフランス領モロッコや海軍の輸送艦に逃れる事が出来た。しかし大部分の敗残兵は現地の植民者を連れて副司令官のフェリペ・ナバーロ将軍の命令でモンテ・アルチへと退却し、そこで進撃して来たリーフ軍に再び包囲された。フェリペ将軍はモロッコ総督に降伏許可を求め、スペイン政府も已む無くこれを認めたがリーフ軍はスペイン軍の降伏を受け入れずに攻撃を続けた。抗戦意思を喪失していたにも関わらず多くのスペイン兵や民間人が殺され、フェリペ将軍も600名の兵士と共に捕らえられた。
モロッコ保護領の首都にあたるメリリャ市の後方司令部は遠征軍に対する何の援助も行わなかった。それどころか防戦の準備すらできておらず、もし隣接する部族領の住民がリーフ軍に加勢していたなら、メリリャ市も陥落していた可能性が高い。
遠征軍を殲滅したリーフ軍はメリリャ市への逆侵攻を開始したが、メリリャ周辺の部族の協力が得られなかった為に戦いは長期化した。後方に展開していたスペイン陸軍の外人部隊（南米出身者が多数を占める）が到着、またリーフ族と対立するベルベル人部族を傭兵として雇用し、スペイン人兵士に代わって前線でリーフ軍との戦闘を担当した。彼らの活躍もあってメリリャ市の陥落は防がれたが、最終的に2万人以上のスペイン兵が戦死や降伏、失踪などで失われた。また2万丁以上のライフルと400丁の機関銃、129門の野戦砲が失われるか鹵獲された。対するリーフ共和国側は1000人前後が戦死もしくは負傷したと見られる。
戦後、スペインの政治家インダレシオ・プリエトは議会で「スペイン人の退廃は極みに達した。アフリカでの戦争は大敗に終わり、軍の醜態には弁護の余地が無い」と痛烈に批判している。

## 戦後処理
国防大臣は敗戦の責任を調べる調査委員会を設立、戦争の生き残りであったファン・ピカソ・ゴンサーレス将軍（画家パブロ・ピカソの叔父にあたる）を委員長に抜擢した。彼は軍が多くの失敗を行っていた事をレポートに纏めて公表したが、政治家や裁判官などの圧力によって軍の責任は追及されなかった。またシルベストレ将軍が軍の進軍を開始する前に後方へ予備部隊を駐屯させる事を怠った事を、国王アルフォンソ13世が事前に知っていた上で進軍を奨励していた事も発覚し、国王への民衆の不信が高まった。
上記の様な歯切れの悪い戦後処理は敗北のショックと相まって国内意見の激しい対立を生み、最終的に王制廃止と内戦へと繋がっていく。